# Abd al-Ahad Khan
Abd al-Ahad Khan (Karmana, 26 marzo 1859 – Bukhara, 3 gennaio 1911) è stato emiro dell'emirato di Bukhara dal 1886 al 1911.

## Biografia
Salito al trono dopo la morte di suo padre Muzaffar bin Nasrullah, governò sotto protettorato russo.
Abd al-Ahad era stato educato alla scuola militare russa dove aveva ottenuto il grado militare di aiutante generale dell'esercito imperiale. I costumi russi che aveva assimilato divennero parte integrante delle tradizioni dello stato di Bukhara. Tentò di compiere delle riforme dello stato, ma non gli riuscì per l'impedimento dai conservatori, causandogli una frustrazione che lo portò all'alcolismo negli ultimi anni di vita.
Alla sua morte, avvenuta nel 1911, gli successe  il figlio primogenito Mir Muhammad Alim Khan.